# 1933年古巴—布朗斯维尔飓风
1933年古巴－布朗斯维尔飓风（英語：1933 Cuba–Brownsville hurricane）是1933年大西洋飓风季两场五级飓风中的第一场，于8月22日在非洲西岸近海成型，其后存在的大部分时间都在向西北偏西移动。8月26日，系统增强成热带风暴，8月28日又成为飓风。经过小安的列斯群岛北侧期间，气旋在逼近特克斯和凯科斯群岛的同时迅速强化。8月31日，风暴达到持续风速每小时260公里的最高强度，在现代萨菲尔-辛普森飓风等级下已属五级标准。气旋随后减弱，于9月1日以风力时速190公里强度吹袭古巴北部。该国约有十万人无家可归，超过70人丧生。飓风沿途附近地区灾情最为严重，狂风导致大量房屋被毁，许多地区停电，损失数额估计达1100万美元。
离开古巴后，风暴进入墨西哥湾并重新增强。9月2日，气旋持续风速提升至每小时230公里。飓风起初对德克萨斯州科珀斯克里斯蒂及周边地区构成威胁，美国国家气象局驻地方办事处的气象学家建议人们不要在繁忙的劳动节周末前往德克萨斯州沿海地区。政府官员宣布科珀斯克里斯蒂戒严，并实行强制疏散。但是，飓风实际上略朝西面转向，于9月5日清晨吹袭布朗斯维尔附近地区，登陆时的风力时速估计达205公里。气旋上岸后很快消散，但依然对格兰德河谷构成重创，狂风令柑橘作物遭受重大打击。德克萨斯州南部共有40人遇难，损失数额约为1690万美元。

## 气象历史
8月20日，非洲西岸近海存在热带扰动。这片天气系统仅两天后就已充分组织，在佛得角西南近海成为热带低气压。接下来几天里，气旋朝西北偏西方向移动，强度基本保持不变。8月28日，低气压在小安的列斯群岛和佛得角间的中途海域附近强化成热带风暴。气旋起初呈长条状，但从8月28日开始以更快的速度增强，于当晚达到飓风标准，附近许多船只测得烈风强度风力。
8月29日，飓风从小安的列斯群岛北侧经过并逼近巴哈马东南部。风暴当晚开始快速增强，每小时165公里的持续风速仅24小时后就提升到每小时240公里。8月30日，气旋从大特克岛北侧近海掠过，但岛上所测风力时速只达到90公里，说明飓风的规模很小。协调世界时8月31日凌晨1点30分，马亚瓜纳岛附近船只测得930毫巴（百帕，27英寸汞柱）气压和飓风强度风速。这样低的气压通常表明风暴风速为每小时245公里，但考虑到船只所在位置并非风眼，飓风规模又特别小，所以气象机构认定气旋的最高风力时速达260公里，在现代萨菲尔-辛普森飓风等级下属五级强度，是1933年大西洋飓风季两场五级飓风中的第一场。
飓风在最高强度下约保持有12小时，然后在经过巴哈马南部期间逐渐减弱。9月1日中午12点，风暴以持续风速每小时190公里强度从大萨瓜附近登陆古巴北部。风眼沿该国北部海岸移动，从马坦萨斯上空经过。此后不久，风暴进入佛罗里达海峡，于9月1日在哈瓦那以北约26公里近海经过。进入墨西哥湾后，飓风再度强化，9月2日晚有船只测得948毫巴（百帕，28英寸汞柱）气压，表明气旋风速约为每小时230公里。9月3日，风暴略朝西面转向，在逼近德克萨斯州南部期间稍有减弱，移动速度也放缓。9月5日凌晨4点，飓风从该州南部南帕德里岛（South Padre Island）登陆，估计风力时速205公里。气旋在陆地上空迅速减弱并进入墨西哥东北部，最终于9月5日晚完全消散。

## 影响

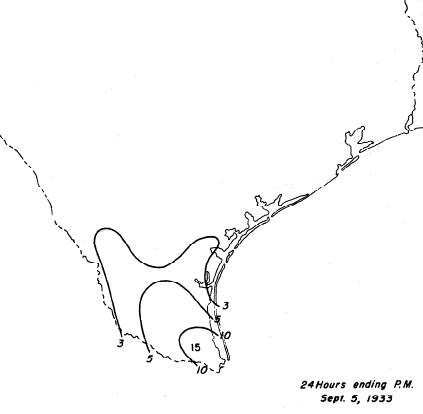
风暴在德克萨斯州南部的降水分布

飓风沿途先后吹袭特克斯和凯科斯群岛、古巴及德克萨斯州南部，共计夺走至少179条人命。特克斯和凯科斯群岛首当其冲，大特克岛测得每小时87公里风速。
古巴官员在飓风来袭前发出警告，军方警告居民留在室内。沿海城镇伊莎贝拉（Isabela）专门用三列火车转移居民，约有4000人撤离。面对风暴威胁，哈瓦那的企业主设法加固房屋。因气旋导致的人命损失大部分发生在该国北部，沿海地区风速超过每小时185公里，哈瓦那测得的最大风速为每小时151公里。狂风将树木连根拔起，还有部分输电线缆中断。哈瓦那市内有六个街区被大浪淹没，部分民居的地窖进水。大浪还将哈瓦那东部卡尔德纳斯的渡槽摧毁，狂风令当地制糖业受到重创。另有新闻报导称，卡尔德纳斯以东约32公里的沿海城镇“几乎被风暴夷为平地”。古巴南部沿海的西恩富戈斯有许多船只和码头被飓风摧毁。大浪将四艘船冲到岸上，其中一艘因碰撞导致另一艘船受损。风暴沿途有数以百计的房屋及其他建筑被毁或受损。古巴约有十万人流离失所，其中许多都没有食品和医疗物资。气旋在古巴产生的降水导致多条河流泛滥成灾，许多城镇被淹，估计损失总额达1100万美元。飓风过后不久，有新闻报导称古巴约有100人遇难，但2003年发布的报告认为该国共有70人丧生。风暴过去后，警员前往灾区维持秩序。哈瓦那有五人在抢劫时被警方击毙，不过这不属于风暴导致的人员丧生。政府官员动用卡车接送伤员。
8月30日晚飓风还在巴哈马上空时，美国国家气象局就向佛罗里达州南部发布风暴警告。两天后，气旋袭击古巴并在佛罗里达州南侧经过，基韦斯特测得的最高风速为每小时68公里。不过，大风对该州造成的破坏程度很轻，只有一截海堤被大浪摧毁并冲倒在沿海公路上，大浪还导致一艘小船沉没，船上三人遇难。
飓风登陆德克萨斯州三天前，美国国家气象局驻布朗斯维尔办事处官员向德克萨斯州沿海地区所有气象站发布警告，称“无法确定墨西哥湾的热带风暴是否会抵达海岸线，但应当警告所有人周末不要靠近德克萨斯州沿海地区。”这份警告旨在劝阻游客在劳动节周末前往德克萨斯州各地海滩，气象局驻科珀斯克里斯蒂办事处官员估计，这份警告“可能挽救了成千上万的生命。”当地时间9月4日清晨（风暴登陆前一天），气象局向科珀斯克里斯蒂至自由港（Freeport）发布飓风警告，德克萨斯州其他沿海地区则收到风暴警告。风暴明显向西转向后，科珀斯克里斯蒂以北地区的飓风警告取消，生效范围向南延伸到布朗斯维尔。科珀斯克里斯蒂官员在气旋来袭前宣布戒严，下令低洼地区居民强制撤离。城内开设有多个避难所，许多企业暂时关闭。
风暴登陆期间，布朗斯维尔的风速估计达到每小时140公里，阵风时速则有201公里。海岸沿线出现大浪，布朗斯维尔附近的风暴潮高达4米。潮水将科珀斯克里斯蒂部分地区淹没，水深达到0.9米，还致使部分船只沉没，一些码头受损。风暴产生的大浪将某定居点的20幢建筑摧毁。帕德雷岛到科珀斯克里斯蒂弗洛尔布拉夫（Flour Bluff）的堤道也被摧毁，全岛有超过40处决口，部分裂口宽近1.6公里。飓风在德克萨斯州南部至墨西哥东北部降下暴雨，其中伊达尔戈县的梅塞德斯（Mercedes）附近有气象站测得380毫米雨量，比其他地点都高。这场飓风来袭前，还有两场风暴在德克萨斯州南部产生大量降水，使当地热带蝴蝶物种大幅增多。格兰德河谷约有90%的柑橘作物毁于一旦，整场飓风一共在该州造成价值1690万美元的破坏，另有40人死亡，其中大部分发生在卡梅伦县。布朗斯维尔和科珀斯克里斯蒂都提前接到警告，所以没有人员丧生。科珀斯克里斯蒂的破坏程度小于预期，许多收入减少的企业主给气象局总部去信，但气象局认为风暴威胁巨大，有必要发布警告，建议居民转移。